# Fajsal II.
Fajsal II. (arabsky: الملك فيصل الثاني, Faysal bin Ġāzī) z dynastie Hášimovců, 2. května 1935 Bagdád – 14. července 1958 tamtéž, byl od roku 1939 (resp. 1953) do své smrti posledním iráckým králem. Byl jediným synem předchozího krále Ghaziho I. a vnukem krále Fajsala I. Stal se králem jako čtyřletý chlapec, když jeho otec Ghazi I. zahynul při autonehodě. Do jeho plnoletosti za něj vládl jeho strýc jako regent. V roce 1958 byl Fajsal II. zavražděn při státním převratu.

## Život
Faisal bin Ghazi al-Hášimí se narodil 2. května 1935 jako následník trůnu iráckému králi Ghazimu a jeho manželce královně Alíje. Fajsal byl jejich jediným potomkem. Jeho rodiče byli navíc bratranec a sestřenice.

## Vláda

### Regentství
Král Gházi však vládl jen do 4. dubna 1939, kdy zemřel při autonehodě. O této autonehodě se spekulovalo jako o atentátu, jelikož byl král v autě nalezen s prostřelenou hlavou a také pro královy proněmecké postoje. A tak se po smrti krále Gházího stal králem jeho jediný, tehdy čtyřletý syn Fajsal, za kterého měl do jeho 18 let podle královské závěti vládnout jako regent jeho strýc (bratranec krále Gháziho a zároveň bratr Fajsalovy matky) princ 'Abd al-Ilah.
Po začátku 2. světové války byla situace Iráku nejistá, ale 5. října 1939 byly přerušeny styky s Německem. V Iráku však stále převládaly protibritské nálady, obyvatelé a také armáda se přikláněli na stranu Německa. Po porážce Francie v roce 1940 se premiérem stal al-Kajlání namísto as-Saída. Potom, co se opět vystřídala vláda, proběhl 1. a 2. dubna 1941 převrat důstojníků, a země se přiklonila na stranu Německa. Ze země uprchl regent 'Abd al-Ilah, Nurí as-Saíd a další probritští politikové. Rašíd al-Kajlání se opět stal premiérem a regentem za nezletilého krále Fajsala byl jmenován Šerif Šafar.
To vedlo k rozhořčení Britů a ti proto opět od května 1941 okupovali Irák a porazili slabou iráckou armádu (tzv. třicetidenní válka). Britové odešli až v roce 1947. K moci se vrátila probritská vláda a regent 'Abd al-Ilah.
V roce 1953 dosáhl mladý král Fajsal II. plnoletosti, ale regent princ 'Abd al-Ilah se stále snažil ovlivňovat vládu nad zemí a choval se jako by se nic nezměnilo.

### Převrat a smrt
V roce 1958 se opět a naposledy chopil moci premiér Nurí as-Saíd. Byla vytvořena takzvaná Arabská federace mezi Irákem a Jordánskem jako reakce na vznik Sjednocené arabské republiky (SAR). Tato federace Jordánska a Iráku, jejíž hlavou byl irácký král, nebyla mezi širšími vrstvami oblíbená.
Nejdůležitější událostí v roce 1958 byl vojenský převrat vedený Abdem al-Karim Qasimem, při němž byli na nádvoří královského paláce zastřeleni král Fajsal II., bývalý regent princ 'Abd al-Ilah a několik žen z královské rodiny, později byl dopaden a popraven i Nurí as-Saíd. Na královský palác bylo stříleno protitankovými děly, král chtěl kapitulovat, ale princ 'Abd al-Ilah se rozhodl nevzdat se a bránit se vlastním revolverem, načež proběhl rychlý útok armádních vzbouřenců. Vražda královské rodiny údajně nebyla původně v plánu, ale vinou nějakého nižšího důstojníka byl král i bývalý regent zabiti. Nová revoluční vláda zrušila instituce ancien régime – monarchii a parlament a rozpustila federaci s Jordánskem. Prezidentem se stal Muhamad Najib ar-Rubají.
Král Fajsal II. zemřel velmi mladý, ve věku 23 let, stejně jako jeho otec král Gházi, který zemřel ve věku 27 let a také násilnou smrtí. Fakticky vládl téměř stejně dlouho jako jeho otec pokud do jeho vlády nepočítáme i dobu regentství.
Po zavraždění krále Fajsala a královské rodiny došlo k vymření irácké větve Hášimovců, jelikož byl Fajsal II. jediným synem Ghaziho, který sám byl jediným synem Fajsala I. Pretendentem iráckého trůnu stal princ Zeid, strýc Fajsalova otce Ghaziho a nejmladší bratr Fajsala I.

## Vyznamenání

### Národní vyznamenání
- velmistr Řádu Hášimovců
- velmistr Řádu Fajsala I.
- velmistr Řádu dvou řek

### Zahraniční vyznamenání
- komandér Legion of Merit – Spojené státy americké, 16. srpna 1952
- čestný rytíř velkokříže Královského Viktoriina řádu – Spojené království, 24. září 1952
- velkokříž Řádu nizozemského lva – Nizozemsko, 25. dubna 1953
- řetěz Řádu al-Husajna bin Alího – Jordánsko, 1953
- velkokříž Řádu jha a šípů – Španělsko, 18. května 1956
- Řád Muhammada speciální třídy – Maroko, 26. května 1956
- velkostuha Řádu Leopoldova – Belgie, 16. července 1956
- Královský Viktoriin řetěz – Spojené království, 16. července 1956
- řetěz Řádu Pahlaví – Írán, 18. října 1957
- Řád krále Abd al-Azíze I. třídy – Saúdská Arábie, 2. prosince 1957